# Unserdeutsch
O Unserdeutsch ("Nosso Alemão"), ou o Crioulo Alemão Rabaul, é um idioma crioulo baseado em alemão, falado principalmente na Papua Nova Guiné e no nordeste da Austrália.
Originou-se entre os filhos da Nova Guiné que frequentaram um orfanato dirigido por alemães.
A língua é descendente de uma forma pidgin de alemão padrão que se originou na península de Gazelle na Nova Bretanha durante o tempo de ocupação colonial alemã entre a comunidade cristã de raça mista (Vunapope).
A maioria das pessoas que falam Unserdeutsch é bilíngue; com alemão ou inglês, tok pisin ou kuanua. A maioria dos falantes é de meia-idade ou idosa, embora alguns membros mais jovens da comunidade possam entender o idioma.